# It Ends With Us - Siamo noi a dire basta
It Ends With Us - Siamo noi a dire basta  (It Ends With Us) è un romanzo rosa di Colleen Hoover, pubblicato da Atria Books il 2 agosto 2016. Ispirato al rapporto tra la madre e il padre, il romanzo è stato descritto dall'autrice come "il libro più difficile che abbia mai scritto". Esplora temi come la violenza domestica e l'abuso emotivo.

## Storia editoriale
Nel 2019, il romanzo ha venduto oltre un milione di copie in tutto il mondo ed è stato tradotto in più di venti lingue. Nel 2021, il romanzo ha subito una rinascita di popolarità grazie a TikTok e si è piazzato in cima alle classifiche di vendita sia del 2022 che del 2023. Hoover ha scritto un seguito intitolato It Starts with Us, pubblicato nell'ottobre 2022.

## Trama
Lily Bloom è una ragazza di ventitré anni, appena laureata, che si trasferisce a Boston con la speranza di aprire un suo negozio di fiori. È cresciuta in una famiglia disfunzionale: il suo defunto padre, Andrew, abusava fisicamente di sua madre, Jenny, portando Lily a provare risentimento nei suoi confronti, oltre a provare risentimento nei confronti della stessa madre per essere rimasta con lui. Di recente, Lily ha dovuto pronunciare un elogio funebre al funerale di Andrew nella sua città natale di Plethora, nel Maine, durante il quale ha annunciato che avrebbe elencato le cinque cose che amava di più di lui, anche se poi è rimasta in silenzio per diversi secondi, non riuscendo a trovare nessuna cosa che amava di lui, prima di andarsene.
Leggendo i suoi vecchi diari d'infanzia, Lily ricorda il suo primo amore, Atlas Corrigan, che se ne andò per arruolarsi nell'esercito ma le promise che sarebbe tornato. In seguito incontra Ryle Kincaid, un affascinante e ambizioso neurochirurgo trentenne. Sono reciprocamente attratti l'uno dall'altra, ma tra i due non succede nulla perché Lily cerca una storia seria a differenza di Ryle che non ha nessuna intenzione di impegnarsi. Tuttavia, una volta che Lily avvia con successo la sua attività, continuano a incontrarsi e alla fine iniziano una relazione.
Una notte, Lily ride quando Ryle fa cadere accidentalmente una casseruola, e lui la schiaffeggia con rabbia prima di scusarsi freneticamente. Lily si ricorda della sua infanzia; sebbene inorridita, decide che sono diversi dai suoi genitori e accetta le sue scuse, ma lo avverte che se la farà di nuovo male se ne andrà.
Mentre cena in un ristorante dove lavora Atlas, Lily si riallaccia a lui, rendendo Ryle immediatamente geloso nonostante la sua insistenza sul fatto che Atlas sia solo un amico. Notando l'occhio ferito di Lily e la mano fasciata di Ryle, Atlas sospetta che Ryle possa abusare di lei e le dà segretamente il suo numero di telefono.
Una notte, Lily e Ryle si sposano impulsivamente a Las Vegas e hanno un matrimonio stabile finché lui non trova il numero di Atlas e la spinge giù per le scale. Poi confessa di aver sparato accidentalmente a suo fratello Emerson da bambino, uccidendolo e provocando un trauma irrisolto che si manifesta in attacchi di rabbia incontrollabile. Lily lo perdona, ma in seguito lui trova e legge i suoi diari d'infanzia; credendo che lei abbia una relazione con Atlas, lui tenta di violentarla, facendole perdere i sensi quando lei cerca di difendersi.
Lily si sveglia, scappa di casa e chiama Atlas. Lui la porta in ospedale, dove scopre di essere incinta del figlio di Ryle, cosa che decide di tenergli nascosta. Resta con Atlas per qualche giorno mentre Ryle parte per un viaggio di lavoro in Inghilterra, e alla fine torna a casa mentre Ryle è ancora fuori dal paese. Atlas ammette di provare ancora dei sentimenti per Lily, ma li ha repressi a causa del suo matrimonio con Ryle. Dopo aver finalmente capito cosa ha passato sua madre, Lily le confida gli abusi. Jenny implora Lily di lasciare Ryle e di non commettere gli stessi errori che ha commesso lei.
Quando Ryle torna, Lily stabilisce una tregua provvisoria con lui e gli permette di aiutarla durante gli ultimi mesi della sua gravidanza, ma rimane emotivamente distante da lui. Lily in seguito dà alla luce una figlia, che chiama come il defunto fratello di Ryle. Dopo aver partorito, Lily si rende conto che non vuole che sua figlia cresca assistendo agli scatti d'ira di Ryle e gli dice che vuole il divorzio. Lui la supplica in lacrime di riconsiderare, ma alla fine capisce il suo punto di vista e accetta di separarsi dopo che lei gli chiede come reagirebbe se la figlia in futuro gli dicesse di essere stata abusata dal suo compagno. Lily spera di aver finalmente posto fine al ciclo di abusi nella sua famiglia, dicendo alla figlia: "Finisce con noi".
Nell'epilogo, Lily, co-genitrice con Ryle, ritrova Atlas e gli dice che è pronta a ricominciare la sua relazione con lui.

## Adattamento cinematografico
Nel 2024 Justin Baldoni ha diretto l'adattamento cinematografico omonimo, interpretato dallo stesso Justin Baldoni accanto a Blake Lively e Brandon Sklenar nei ruoli principali.